# Boris Rosing
Boris Lwowitsch Rosing (tiếng Nga: Борис Львович Розинг) (1869-1933) là một nhà khoa học Nga gốc Hà Lan và nhà phát minh trong lãnh vực công nghệ truyền hình. Trong năm 1907, ông tạo ra một hệ thống truyền hình với sử dụng thiết bị hình gương để phát hình. Rosing đã đăng ký phát minh của mình tại Đức ngày 26 tháng 11 năm 1907 và -cho một bản khai triển thêm- ngày 2 tháng 3 năm 1911. Sau đó, theo một báo cáo của Scientific American, ông ta đã trình sự phát minh của thiết bị này với đồ thị và diễn tả.
Phát minh của Rosing dựa vào đề án của Paul Nipkow, một sinh viên 20 tuổi người Đức đã đưa ra phát kiến hệ thống truyền hình cơ học đầu tiên năm 1885 bằng hệ thống gương phản chiếu và thấu kính quay. Theo đó, hệ thống của Rosing sử dụng rất sớm một bộ phận thu hình cơ học và phần nhận là ống cathode (máy hiện dao động chân không, đã được phát triển bởi Karl Ferdinand Braun ở Đức), mà theo Zworykin, học trò ông, sau này thuật lại là có "các hình rất thô" chuyền qua các dây tới ống điện tử Braun (ống cathode) trong đầu nhận. Các hình chuyển động là không thể, bởi vì bộ phận hình, có "độ nhạy cảm không đủ và các phân tử selen quá chậm". Hệ thống rất đơn giản nhưng là một thử nghiệm đầu tiên, dùng ống cathode trong công nghệ truyền hình.
Rosing tiếp tục công việc nghiên cứu cho đến năm 1931, khi ông bị Stalin đày đến Archangelsk và qua đời ở đây năm 1933.
Vladimir Kosma Zworykin là học trò ông và giúp ông một vài công việc trong phòng thí nghiệm. Sau khi Rosing qua đời, Zworykin xây dựng tivi điện tử, thiết kế này sau đó bị phát hiện là vi phạm bản quyền của Philo Farnsworth, người đã công bố hệ thống phát hình đầu tiên từ năm 1928 trước đó.